# Jean-Luc Blaquart
Pour les articles homonymes, voir Blaquart.
 (août 2014).
Si vous disposez d'ouvrages ou d'articles de référence ou si vous connaissez des sites web de qualité traitant du thème abordé ici, merci de compléter l'article en donnant les références utiles à sa vérifiabilité et en les liant à la section « Notes et références ».
Jean-Luc Blaquart est un philosophe et théologien français né à Boulogne-sur-Mer le 22 avril 1948.

## Biographie
Professeur à l’Université Catholique de Lille, il a été doyen de la Faculté de théologie de 1999 à 2008, et directeur de l’Institut de Philosophie et Sciences des Religions de 2008 à 2013. Il est membre de l'Institut d'étude des faits religieux (réseau interuniversitaire pluridisciplinaire de la région Nord-Pas-de-Calais). Il est l'auteur de nombreux ouvrages, et articles universitaires. Ses travaux ont porté notamment sur le thème de Dieu, la question du mal,,, les rapports entre science et religion dans la culture.

## Ouvrages publiés
- Y a-t-il une radicalité de la foi ?, éd. L'Harmattan 2018 (direction)
- Débattre. Quels enjeux pour l'Eglise ?, éd. L'Harmattan 2018 (direction, avec Maxime Leroy)
- Y a-t-il des valeurs chrétiennes ? , éd. L'Harmattan 2016 (direction)
- La religion dans l'espace démocratique, éd. L'Harmattan 2015 (direction)
- L’avenir en question. La fin des promesses ? Religion et politique face à l’imprévisible, éd. Armand Colin, 2013 (avec Jean-Yves Baziou et Olivier Bobineau)
- Science et religion sont-elles antagoniques ?, éd. Salvator, Paris 2011 (avec Stanislas Deprez)
- Dieu et César, séparés pour coopérer ?, éd. DDB Paris 2010 (direction, avec Jean-Yves Baziou et Olivier Bobineau))
- Repenser l’humain. La fin des évidences, éd. L’Harmattan Paris 2010 (direction)
- Théologie et politique : une relation ambivalente. Origine et actualisation d'un problème, éd. L’Harmattan Paris 2009 (direction, avec Bernard Bourdin))
- Conversation sur le mal, éd. du Cerf Paris 2007
- Le mal injuste, éd. du Cerf, Paris 2002
- Dieu bouleversé, éd. du Cerf, Paris 1999

## Articles et collaborations d'ouvrages
- « De quelle blessure être sauvé ? » in C. Vialle, M. Castro, P. Rodrigues (dir), L’humain vulnérable face aux crises, éd. du Cerf 2023
- « L’espérance chrétienne à l’épreuve du temps » in Charles Coutel, Olivier Rota et Catherine Vialle (dir.), L’espérance dans les religions abrahamiques, de la Bible à nos jours, Revue du Nord, HS n° 44, 2022
- « Le ciel est-il habité ? Enjeux d'une hypothèse réactualisée » in Anne-Marie Reijnen et Christian Pian (dir.), Habiter d'autres mondes ?, éd. Labor et Fides 2021
- « Apostolat et laïcité : enjeux de la formation chrétienne des adultes depuis le second concile de Vatican » in Se faire apôtre du XIXe siècle à nos jours. L'Église catholique et les différents régimes d'apostolat dans le monde moderne, C. Coutel et O. Rota (dir.), éd. Parole et Silence 2019
- « Le fanatisme, ce redoutable amour de la vérité » (Alain) in C. Coutel, M. Ben Barka et O. Rota (dir.), Le fanatisme religieux, du XVIe siècle à nos jours, Artois Presses Université 2017
- « La voie du pardon comme attitude chrétienne face au mal », in C. Leblanc (éd.), Le pardon à l’épreuve de la déportation, Geai bleu éditions, 2015, p. 147-162.
- « La religion comme illusion » in Angela Braito & Yves Citton (dir.), Technologies de l’enchantement, Pour une histoire multidisciplinaire de l’illusion, éd. Le comptoir des presses d’universités, Paris,  2014, p. 143-159.
- Y a-t-il des traditions de conversion ? » in Revue Théorèmes, enjeux des  approches empiriques des religions, N° 3 2012, « Réfléchir les conversions »
- « Habiter dans une culture marquée par le christianisme », in B. Frelat-Kahn et O. Lazzarotti (dir.), Habiter, vers un nouveau concept ? éd. A. Colin, Paris 2012, p. 79–90
- « Le rapport aux choses, enjeu de la création divine », in S. Deprez et J.-B. Lecuit, L’homme, une chose comme les autres ? éd. L’Harmattan Paris 2012, p. 161–181
- “Ciência e religião : uma abordagem francesa”, in Círculo de Estudos Bandeirantes, Ensaios sobre ciência e fé, Pontifícia Universidade Católica do Paraná, Curitiba (Brasil) 2012  http://www.pucpr.br/circuloestudos/publicacoescirculo.php
- « La Tour de Babel : le renversement d’une construction théologique », in La Tour de Babel, Graphè no 21, éd. Artois Presses Université 2012, p. 109–123
- « L’altérité intérieure ou le christianisme à distance de soi », in Identité et altérité. La norme en question ? Hommage à P.-M. Beaude, éd. du Cerf Paris 2010 p. 209-222.
- « Quelques enjeux théologiques d’un jugement fameux », in Le Roi Salomon, un héritage en question, Hommage à J Vermeylen, éd. Lessius Bruxelles 2008, p. 397-414
- « Théologie et culture : significations et enjeux du thème de la mort de Dieu », in : La théologie en questions, Paris éd. du Cerf Paris 2007, Collectif sous la dir. de J.Fantino
- « Nos traditions de conversions, approche philosophique et théologique », in : La conversion religieuse, éd. Imago, Paris 2000
- « La notion de parole de Dieu  chez les prophètes », in : Ancien Testament, approches et lectures, éd. Beauchesne collection « Le point théologique », Paris 1977 (collaboration)